# 馬場職家
馬場職家（1532年—1608年），日本戰國時代至江戶時代初期的武將。通稱岩法師、次（二）郎四郎、重介。兒子是馬場實職。

## 生平
最初仕於備前國砥石城城主浮田國定並在與宇喜多直家的戰鬥活躍，但是在弘治2年（1556年）的戰鬥中被直家配下的花房正幸放箭射中手指而負傷，於是撤退。主君國定在此戰中被消滅，之後受宇喜多直家賞識並登用，於是領有300石。
永祿6年（1563年），在三星城與侵攻美作國的三村家親軍勢戰鬥。永祿7年（1564年），在龍口城與再度侵攻備前國的備中眾展開攻防戰。永祿10年（1567年），在明禪寺與為父親三村家親報仇而侵攻備前國的三村元親軍勢戰鬥（明善寺合戰），在許多合戰中都有参戰並立下功勞。
元龜元年（1570年），因為直家的謀略而令金光宗高切腹後，與戶川秀安一同負責接收石山城（岡山城）。
天正8年（1580年），在美作國高城的合戰中從軍，因為被敵方的鐵炮射擊而身受重傷，但是在天正10年（1582年），與侵攻備前國的毛利氏戰鬥時擔任殿軍（八濱合戰），後年被稱為「八濱七本槍」。
在豐臣秀吉的九州征伐中亦有從軍並負傷，因為年老而在晩年於備前國邑久郡隱居。